# Makoto
Makoto Šimizu (japonsky 清水誠, * 1977, Tokio, Japonsko), známý jako Makoto, je japonský drum and bassový hudebník, DJ a herec. Kromě jiných charakteristických rysů Makotovy tvorby, patří i vlivy hudby 70. let, jako soul, funk, jazz fusion. Ty lze slyšet v převážné většině jeho hudební tvorby.
Inspirován albem Logical Progression od LTJ Bukema a albem Timeless od Goldieho, začal experimentovat se svými vlastními drum and bassovými kompozicemi. Tento jeho jedinečný styl zaujal LTJ Bukema a jeho vydavatelství Good Looking Records, přičemž se později objevil na několika mix CD LTJ Bukemem. První Makotovo album, Human Elements bylo vydáno v roce 2003 a druhé Believe in My Soul v roce 2007. Jeho hudba se také objevila v soundtracích videoher Gran Turismo 5 a Tourist Trophy.

## Diskografie

### Alba

#### Studiová alba
- 2003: Human Elements
- 2007: Believe In My Soul
- 2011: Souled Out

#### Vybrané kompilace
- 2000: LTJ Bukem Featuring MC Conrad & amp; DRS / Makoto Progression Sessions 5
- 2011: Something We Can Do

### Vybrané single a EP
- 1998: Down Angel / EchoVox (Positive Machine Soul Mix)
- 1998: Wave / Jupiters Field (12 ")
- 1999: Enterprise / Sweet Changes
- 1999: Far East / Butterfly
- 2000: Situations EP
- 2000: Situations EP
- 2001: Takkyu Ishin Feat. Tabita Nanao * / Makoto Feat. Lori Fine ラ ス ト シ ー ン / You'RE Divine (Edit) (12 ")
- 2001: Cascade (4) / JLaze / Makoto Mysteries / trapezoid / Blackberry Jam / Voices (2x12 ")
- 2001: You'RE Divine (12 ")
- 2001: Blackberry Jam / Voices (12 ")
- 2002: Musical Message EP
- 2003: My Soul
- 2003: Time 2003
- 2004: Laroque / Makoto Sublime Intervention / What To Do (12 ", Single, Promo)
- 2004: Joy EP Plate 1
- 2005: MC Conrad & amp; Makoto Golden Girl
- 2007: Sonic & amp; Makoto Tearing Soul / Lovesong
- 2007: Greg Packer & amp; Makoto Pleasure / Science Fiction
- 2007: Makoto & amp; Specialist (4) Pachinko / A Different Story
- 2007: Hurinkazan (12 ")
- 2007: Eastern Dub pt.2 (12 ")
- 2008: Zinc * & amp; Makoto / Makoto & amp; Deeizm Fade Away / Monotonik
- 2009: Makati * / Greg Packer & amp; Muller Music In Me (Greg Packer Remix) / Kat Magnit
- 2009: Nikdo Weston Presents Makoto & amp; Kez Ym Featuring Takumi Kaneko From Cro Magnon * Chameleon (12 ", Ltd, 180)
- 2009: A Sides * & amp; Makoto Spacetrain / The Final Fugutive (12 ")
- 2009: Sentimental Moods / And I Love Her (12 ")
- 2011: Tower Of Love / Keep Me Down (12 ")
- 2011: DJ Marky & amp; Makoto / Makoto Aquarius / Good Old Days (12 ")